# Grande Prêmio da França de 2004
Resultados do Grande Prêmio da França de Fórmula 1 realizado em Magny-Cours em 4 de julho de 2004. Décima etapa da temporada, foi vencido pelo alemão Michael Schumacher, da Ferrari, com Fernando Alonso em segundo pela Renault e Rubens Barrichello em terceiro com a outra Ferrari.

## Classificação

### Treinos oficiais
| Pos.   | Nº | Piloto               | Equipe           | Tempo    | Dif.    |
| ------ | -- | -------------------- | ---------------- | -------- | ------- |
| 1      | 8  | Fernando Alonso      | Renault          | 1:13.698 | —       |
| 2      | 1  | Michael Schumacher   | Ferrari          | 1:13.971 | + 0.273 |
| 3      | 5  | David Coulthard      | McLaren-Mercedes | 1:13.987 | + 0.289 |
| 4      | 9  | Jenson Button        | BAR-Honda        | 1:13.995 | + 0.297 |
| 5      | 7  | Jarno Trulli         | Renault          | 1:14.070 | + 0.372 |
| 6      | 3  | Juan Pablo Montoya   | Williams-BMW     | 1:14.172 | + 0.474 |
| 7      | 10 | Takuma Sato          | BAR-Honda        | 1:14.240 | + 0.542 |
| 8      | 4  | Marc Gené            | Williams-BMW     | 1:14.275 | + 0.577 |
| 9      | 6  | Kimi Räikkönen       | McLaren-Mercedes | 1:14.346 | + 0.648 |
| 10     | 2  | Rubens Barrichello   | Ferrari          | 1:14.478 | + 0.780 |
| 11     | 16 | Cristiano da Matta   | Toyota           | 1:14.553 | + 0.855 |
| 12     | 14 | Mark Webber          | Jaguar-Cosworth  | 1:14.798 | + 1.100 |
| 13     | 15 | Christian Klien      | Jaguar-Cosworth  | 1:15.065 | + 1.367 |
| 14     | 17 | Olivier Panis        | Toyota           | 1:15.130 | + 1.432 |
| 15     | 11 | Giancarlo Fisichella | Sauber-Petronas  | 1:16.177 | + 2.479 |
| 16     | 12 | Felipe Massa         | Sauber-Petronas  | 1:16.200 | + 2.502 |
| 17     | 18 | Nick Heidfeld        | Jordan-Ford      | 1:16.807 | + 3.109 |
| 18     | 19 | Giorgio Pantano      | Jordan-Ford      | 1:17.462 | + 3.764 |
| 19     | 20 | Gianmaria Bruni      | Minardi-Cosworth | 1:17.913 | + 4.215 |
| 20     | 21 | Zsolt Baumgartner    | Minardi-Cosworth | 1:18.247 | + 4.549 |
| Fonte: |    |                      |                  |          |         |

### Corrida
| Pos.   | Nº | Piloto               | Construtor       | Voltas | Tempo/Diferença | Grid | Pontos |
| ------ | -- | -------------------- | ---------------- | ------ | --------------- | ---- | ------ |
| 1      | 1  | Michael Schumacher   | Ferrari          | 70     | 1:30:18.133     | 2    | 10     |
| 2      | 8  | Fernando Alonso      | Renault          | 70     | + 8.329         | 1    | 8      |
| 3      | 2  | Rubens Barrichello   | Ferrari          | 70     | + 31.622        | 10   | 6      |
| 4      | 7  | Jarno Trulli         | Renault          | 70     | + 32.082        | 5    | 5      |
| 5      | 9  | Jenson Button        | BAR-Honda        | 70     | + 32.482        | 4    | 4      |
| 6      | 5  | David Coulthard      | McLaren-Mercedes | 70     | + 35.520        | 3    | 3      |
| 7      | 6  | Kimi Räikkönen       | McLaren-Mercedes | 70     | + 36.230        | 9    | 2      |
| 8      | 3  | Juan Pablo Montoya   | Williams-BMW     | 70     | + 43.419        | 6    | 1      |
| 9      | 14 | Mark Webber          | Jaguar-Cosworth  | 70     | + 52.394        | 12   |        |
| 10     | 4  | Marc Gené            | Williams-BMW     | 70     | + 58.166        | 8    |        |
| 11     | 15 | Christian Klien      | Jaguar-Cosworth  | 69     | + 1 volta       | 13   |        |
| 12     | 11 | Giancarlo Fisichella | Sauber-Petronas  | 69     | + 1 volta       | 15   |        |
| 13     | 12 | Felipe Massa         | Sauber-Petronas  | 69     | + 1 volta       | 16   |        |
| 14     | 16 | Cristiano da Matta   | Toyota           | 69     | + 1 volta       | 11   |        |
| 15     | 17 | Olivier Panis        | Toyota           | 68     | + 2 voltas      | 14   |        |
| 16     | 18 | Nick Heidfeld        | Jordan-Ford      | 68     | + 2 voltas      | 17   |        |
| 17     | 19 | Giorgio Pantano      | Jordan-Ford      | 67     | + 3 voltas      | 18   |        |
| 18     | 20 | Gianmaria Bruni      | Minardi-Cosworth | 66     | Câmbio          | 19   |        |
| Ret    | 21 | Zsolt Baumgartner    | Minardi-Cosworth | 31     | Rodou           | 20   |        |
| Ret    | 10 | Takuma Sato          | BAR-Honda        | 15     | Motor           | 7    |        |
| Fonte: |    |                      |                  |        |                 |      |        |

## Resumo
● Este Grande Prêmio da França ficou marcado pela estratégia da Ferrari com Michael Schumacher fazendo 4 paradas nos boxes programadas para superar Fernando Alonso e conquistar a nona vitória na temporada.

## Tabela do campeonato após a corrida
| Pos.   | Piloto             | Pontos |
| ------ | ------------------ | ------ |
| 1      | Michael Schumacher | 90     |
| 2      | Rubens Barrichello | 68     |
| 3      | Jenson Button      | 48     |
| 4      | Jarno Trulli       | 46     |
| 5      | Fernando Alonso    | 33     |
| Fonte: |                    |        |

| Pos.   | Construtor       | Pontos |
| ------ | ---------------- | ------ |
| 1      | Ferrari          | 158    |
| 2      | Renault          | 79     |
| 3      | BAR-Honda        | 62     |
| 4      | Williams-BMW     | 37     |
| 5      | McLaren-Mercedes | 22     |
| Fonte: |                  |        |

- Nota: Somente as primeiras cinco posições estão listadas.